# يو إف سي ليلة القتال: يان ضد فيغيريدو
يو إف سي ليلة القتال: يان ضد فيغيريدو (بالإنجليزية: UFC Fight Night: Yan vs. Figueiredo) هو حدث لفنون القتال المختلطة نظَّمته يو إف سي، وأُقيم في 23 نوفمبر 2024، على جالاكسي أرينا في ماكاو، مناطق جمهورية الصين الشعبية الإدارية الخاصة، الصين.

## الخلفية
كان الحدث بمثابة الزيارة الرابعة للمنظمة إلى ماكاو والأولى منذ حدث يو إف سي ليلة القتال: بيسبنغ ضد لي في أغسطس 2014.
كان نزال نزال وزن الديك بين بطل يو إف سي لوزن الديك السابق بيتر يان وبطل يو إف سي لوزن الذبابة السابث مرتين ديفسون فيغيريدو هو الحدث الرئيسي.
أقيمت النهائيات الأربع للموسم الثالث من الطريق إلى يو إف سي في هذا الحدث. ومع ذلك، تم تأجيل نهائي وزن الريشة بين شي بين وتشو كانججي نتيجة لإصابة تشو.

## بطاقة القتال
1. ↑  نهائي الطريق إلى يو إف سي لوزن القشة للسيدات للموسم الثالث.
2. ↑  نهائي الطريق إلى يو إف سي لوزن الذبابة للموسم الثالث.
3. ↑  نهائي الطريق إلى يو إف سي لوزن القشة للسيدات للموسم الثالث.

## الجوائز الإضافية
حصل المقاتلون التاليون على مكافآت بقيمة 50 ألف دولار.
- قتال الليلة: لم تُمنح.
- أداء الليلة: مسلم ساليخوف، غابرييلا فرنانديز، تشانغ مينغيانغ، وشي مينغ